# Hamunagar, Basavakalyan
Hamunagar là một làng thuộc tehsil Basavakalyan, huyện Bidar, bang Karnataka, Ấn Độ.